# فيرونيكا دي لا كروز
فيرونيكا دي لا كروز (بالإنجليزية: Veronica De La Cruz)‏ هي مذيعة أخبار وصحفية أمريكية، ولدت في 13 فبراير 1980 في شمال كاليفورنيا في الولايات المتحدة.

## وصلات خارجية
- فيرونيكا دي لا كروز على موقع IMDb (الإنجليزية)